# TV Rio Turiaçu
TV Rio Turiaçu é uma emissora de televisão brasileira sediada em Santa Helena, cidade do estado do Maranhão. Opera no canal 11 (28 UHF digital) e é afiliada à Record. Pertence ao Sistema Rio Turiaçu de Comunicação, que também controla na cidade a Santa Helena FM.

## História
A TV Rio Turiaçu entrou no ar em 14 de abril de 2011, operando em caráter experimental, sem programação local. A emissora era inicialmente afiliada à Rede Mirante e à Rede Globo.
A emissora estreia seu primeiro programa local em 24 de março de 2012. Entra na grade o SHTV, telejornal vespertino exibido aos sábados, no lugar do programa Esporte 10. Era ancorado por Nonato Costa.
Em janeiro de 2013, a emissora deixa a Rede Globo e passa a ser afiliada à TV Cidade e à Rede Record. Em 5 de janeiro, estreia, no lugar do SHTV, o Balanço Geral SH, apresentado por Nelson Costa.
Em 19 de janeiro de 2016, a torre da TV Rio Turiaçu desaba, atingindo uma casa vizinha. O motivo teria sido a falta de manutenção na torre da emissora.

## Sinal digital
| Canal virtual | Canal digital | Resolução de tela | Programação                                        |
| ------------- | ------------- | ----------------- | -------------------------------------------------- |
| 11.1          | 28 UHF        | 1080i             | Programação principal da TV Rio Turiaçu / RecordTV |

A TV Rio Turiaçu recebeu a outorga para operar no canal 28 UHF digital em 13 de outubro de 2014, e ativou o sinal quase seis anos depois, em 18 de agosto de 2021.

## Programas
Atualmente, além de retransmitir a programação nacional da RecordTV e estadual da TV Cidade, a TV Rio Turiaçu produz e exibe os seguintes programas:
- Balanço Geral SH: Jornalístico, com Nelson Costa;
- Capim a Voz do Povo: Jornalístico, com Antônio Abreu (Capim);

Diversos outros programas compuseram a grade da emissora, e foram descontinuados:
- Agitação Mix
- SHTV
- Só Balada

## Equipe

### Membros atuais
- Antônio Abreu[14]
- Karlilson Costa[15]
- Nelson Costa[16]

### Membros antigos
- Carlos Mirley
- Gleicy Ferreira[17]
- Helen de Oliveira[18]
- Hellen Mendes[19]
- Jovane Dias (hoje na Sucesso FM)[20]
- Luiz Lázaro (hoje na Santa Helena FM)[19]
- Nonato Costa[6]
- Paulinho Castro[19]
- Wagner Ferraz[19]
- Zeca Mendes (hoje na Pinheiro FM)